# Cataulacus huberi
Cataulacus huberi é uma espécie de formiga do gênero Cataulacus, pertencente à subfamília Myrmicinae.